# Tod und Verklärung
Tod und Verklärung (do češtiny tradičně překládáno významově nepřesně jako Smrt a vykoupení) je symfonická báseň Richarda Strausse. Byla psána od roku 1888, dokončena byla 18. listopadu 1889. Je určena pro velký orchestr a věnována skladatelovu příteli, Friedrichu Roschovi, zpodobňuje smrt umělce. Na žádost skladatele později jiný jeho přítel, Alexander Ritter, vyjádřil tytéž myšlenky v literární básni. Umírajícímu muži se vybavují vzpomínky na jeho život, nevinné dětství, spory a boje v dospělosti, dosažení jeho světských cílů a konečné vykoupení. Báseň má tyto čtyři části:
1. Largo – líčí nemocného muže blízkého smrti
2. Allegro molto agitato – líčí bitvu mezi životem a smrtí
3. Meno mosso – muž vzpomíná na svůj dosavadní život
4. Moderato – dosažení vykoupení

Premiéra se konala na festivalu v Eisenachu 21. června 1890, dirigoval ji sám autor. Před smrtí autor prohlásil tuto svou skladbu za zcela bezvadnou, přesně zrcadlící jeho pocity.